# لاهیجان (رفسنجان)
لاهیجان، روستایی از توابع بخش مرکزی شهرستان رفسنجان در استان کرمان ایران است.

## جمعیت
این روستا در دهستان رزم آوران قرار دارد و براساس سرشماری مرکز آمار ایران در سال ۱۳۹۵، جمعیت آن ۶۰۰۰ نفر ( ۱۵۰۰-خانوار) بوده‌است